# Ernst Fürlinger
Ernst Fürlinger (* 3. März 1962 in Linz, Oberösterreich) ist katholischer Theologe und Religionswissenschaftler. Er lebt und arbeitet in Wien.

## Leben
Fürlinger wurde 1991 in Salzburg zum Magister (in Katholischer Fachtheologie) und 2005 in Wien zum Doktor der Theologie (in Religionswissenschaft) graduiert. Von 1991 bis 2001 war er als Studienleiter im Bildungszentrum St. Virgil Salzburg mit den Arbeitsschwerpunkten Ästhetische Bildung, Politische Bildung sowie Interreligiöser und interkultureller Dialog befasst. Zwischen 1995 und 2001 war er Projektleiter der „Österreichischen Armutskonferenz“. 1996 wurde er mit dem Förderungspreis für Erwachsenenbildung des Landes Salzburg ausgezeichnet. Ab dem Wintersemester 2006/2007 bis SS 2016 war er Lehrbeauftragter am Institut für Religionswissenschaft der Universität Wien, ab Januar 2007 wissenschaftlicher Mitarbeiter des Fachbereichs Interkulturelle Studien der Donau-Universität Krems bei Wien, 2011–2019 Leiter des Zentrums Religion und Globalisierung der Donau-Universität Krems. Seit November 2019 Leiter der Seminarreihe „Klimagerechtigkeit. Ethische Reflexion und transformatives Handeln“; seit 2023 wissenschaftlicher Mitarbeiter der interfakultären „Plattform für Nachhaltige Entwicklung“ (SDGs) der Universität für Weiterbildung Krems. 2013 habilitierte er sich an der Universität Wien im Fach Religionswissenschaft.

## Veröffentlichungen
- Ernst Fürlinger, Handwerker der Hoffnung. Papst Franziskus und der interreligiöse Dialog. Innsbruck/Wien: Tyrolia, 2023.
- Ernst Fürlinger, Senad Kusur (Hg.) Islam und religiöser Pluralismus. Grundlagen einer dialogischen muslimischen Religionstheologie (Beiträge zu einer Theologie der Religionen Bd. 17). Zürich: Theologischer Verlag Zürich, 2019.
- Ernst Fürlinger (Hg.) Religionsgemeinschaften in Niederösterreich im Kontext von Migration und Globalisierung. Krems: Edition Donau-Universität, 2018.
- Ernst Fürlinger (Hg.) Muslimische Vielfalt in Niederösterreich, Krems: Edition Donau-Universität, 2014.
- Ernst Fürlinger, Moscheebaukonflikte in Oesterreich. Nationale Politik des religiösen Raums im globalen Zeitalter, Göttingen: v & r unipress, 2013.
- Ernst Fürlinger (Hg.) „Der Dialog muss weitergehen“. Ausgewählte vatikanische Dokumente zum interreligiösen Dialog 1964–2008. Freiburg: Herder, 2009.
- Ernst Fürlinger. Verstehen durch Berühren. Interreligiöse Hermeneutik am Beispiel des nichtdualistischen Shivaismus von Kaschmir (Salzb. Theol. Studien 29, Interkulturell 4) Innsbruck / Wien: Tyrolia, Oktober 2006 (ISBN 3-7022-2787-3)
- Das, Sadananda u. Ernst Fürlinger (Hg.), Samarasya. Studies in Indian Arts, Philosophy, and Interreligious Dialogue. In honour of Bettina Bäumer, New Delhi, D.K. Printworld 2005 (ISBN 81-246-0338-3)
- Helga Embacher, Josef Mautner u. Ernst Fürlinger (Hg.), Salzburg: Blicke, Salzburg, Residenz 1999
- Nuscheler, Franz u. Ernst Fürlinger (Hg.), Weniger Menschen durch weniger Armut? Bevölkerungswachstum – globale Krise und ethische Herausforderung, Salzburg 1994

| Personendaten    | Personendaten                                      |
| ---------------- | -------------------------------------------------- |
| NAME             | Fürlinger, Ernst                                   |
| KURZBESCHREIBUNG | katholischer Theologe und Religionswissenschaftler |
| GEBURTSDATUM     | 3. März 1962                                       |
| GEBURTSORT       | Linz, Oberösterreich                               |